# Margareta Oxe
Margareta Oxe, född omkring 1630, död efter 1690, var en svensk hovfunktionär.

## Biografi
Margareta Oxe var dotter till landshövdingen Erik Oxe och Margareta Lillie af Greger Mattssons ätt. Hon blev i februari 1647 hovjungfru hos Maria Eufrosyne av Pfalz. Oxe levde som änka 1690.

### Familj
Oxe gifte sig med landshövdingen, friherre Otto Reinhold Taube af Karlö (1627–1689).